# Goerita
Goerita is een geslacht van schietmotten van de familie Goeridae.

## Soorten
- G. betteni HH Ross, 1962
- G. flinti CR Parker, 1999
- G. semata HH Ross, 1938